# Brasura fistula
Brasura fistula är en insektsart som beskrevs av Nielson 1991. Brasura fistula ingår i släktet Brasura och familjen dvärgstritar. Inga underarter finns listade i Catalogue of Life.